# Grant Wood
Grant DeVolsen Wood (Anamosa, Iowa, 13 februari 1891 – Iowa City, 12 februari 1942) was een Amerikaans kunstschilder. Hij wordt gerekend tot de stroming van het realisme.

## Biografie
Wood werd geboren in een Quaker-familie. Hij studeerde aan de Minneapolis School of Design and Handicraft en werkte vervolgens enige tijd als zilversmid. Daarnaast volgde hij tekenlessen aan het Art Institute of Chicago. Tijdens de Eerste Wereldoorlog camoufleerde hij enkele jaren militaire voertuigen. In 1920 ging hij naar Parijs waar hij van 1923 tot 1924 studeerde aan de Académie Julian. Hij raakte onder de indruk van het impressionisme, maar ook van de Vlaamse Primitieven, met name Jan van Eyck, die hij in Brugge bestudeerde.
Eind 1924 keerde Wood naar Amerika terug en richtte te Cedar Rapids de 'Little Gallery' op, thans een museum. In 1928 reisde hij naar München waar hij technieken wilde leren om glas-in-loodramen te kunnen maken. Hij maakt tijdens deze reis kennis met het werk van Albrecht Dürer, Hans Holbein de Oude en Hans Holbein de Jonge. In die periode maakte hij ook kennis met de stijl van de Nieuwe zakelijkheid. Het gebrek aan erkenning van Amerikaanse kunstenaars in Amerika ergerde hem en hij bepleitte de ontwikkeling van een eigen Amerikaanse kunst. In 1932 richtte hij de 'Stone City Art Colony' op om kunstenaars tijdens de Grote Depressie te ondersteunen. Van 1934 tot 1941 doceerde hij kunstschilderen aan de Universiteit van Iowa.
Wood overleed een dag voor zijn 51e verjaardag aan leverkanker. Werk van Wood is te zien in tal van grote Amerikaanse musea, waaronder de Smithsonian Institution in Washington D.C. en het Art Institute of Chicago.

## Werk
Wood maakte vooral naam met zijn werken uit de jaren dertig, geschilderd in een strikt veristische stijl, sterk beïnvloed door de Duitse renaissance en de nieuwe zakelijkheid. Met zijn landschappen en portretten van boeren en gewone mensen behoort hij tot de belangrijkste vertegenwoordigers van het Amerikaans realisme en regionalisme, samen met Edward Hopper en Thomas Hart Benton. Zijn bekendste werk is zonder twijfel American Gothic. Er is lang getwijfeld of dit een satirische weergave was van het boerenleven, of dat hij juist het boerenleven bewonderde. Wood zette zich af tegen het complexe, door Europa beïnvloede modernisme van de Oostkust en verdedigde de degelijke plattelandswaarden van het midden van Amerika. Zijn werk kenmerkt zich door een zekere sentimentaliteit en een soort decoratief maniërisme, waarop hij aan het eind van zijn leven vaak veel kritiek kreeg.

## Galerij

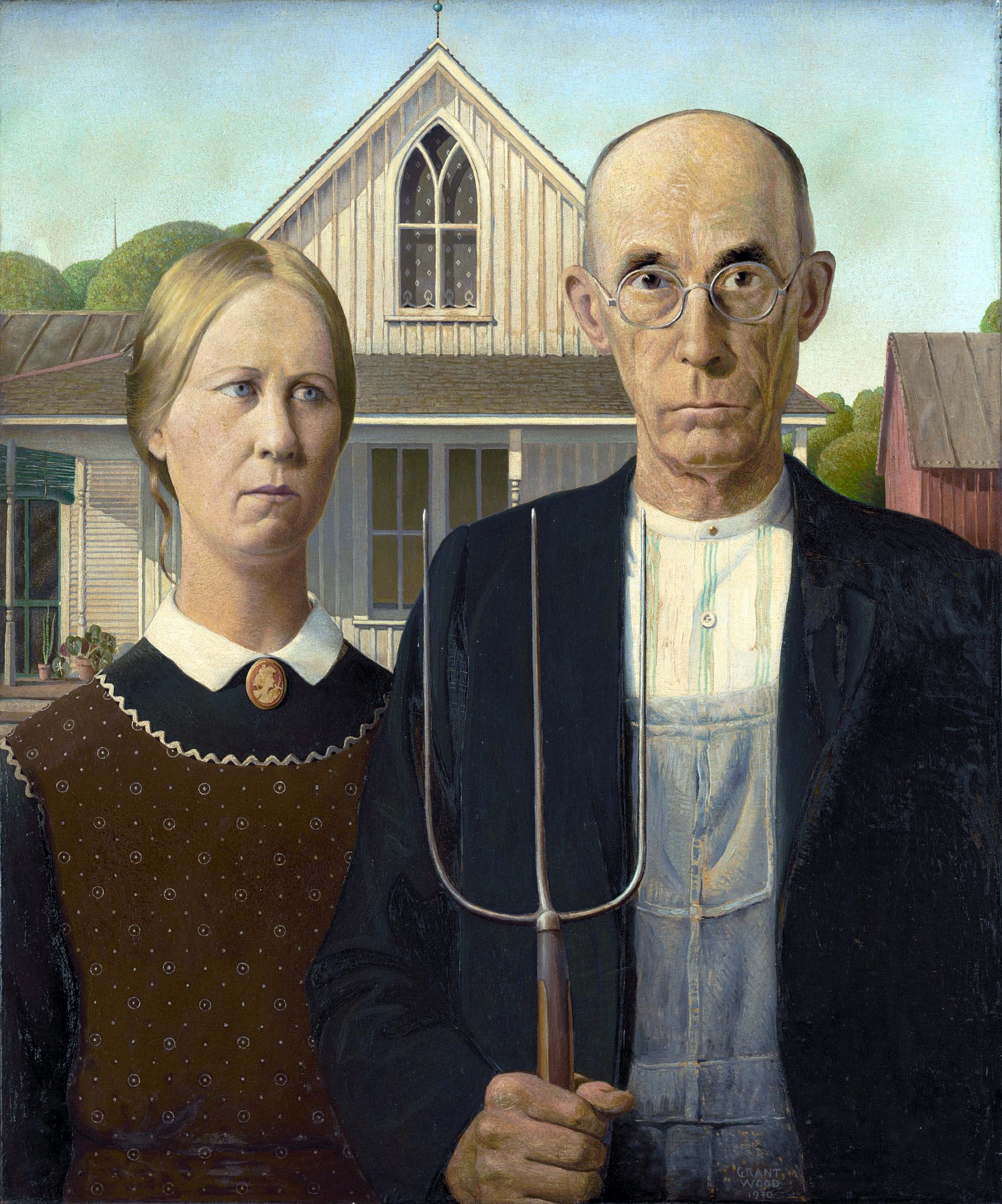
American Gothic, 1930, Chicago Art Institute
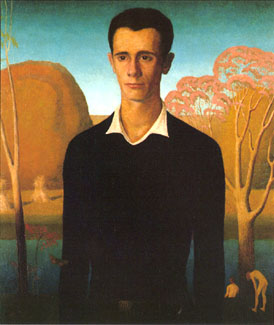
Arnold Grant coming of Age, 1930
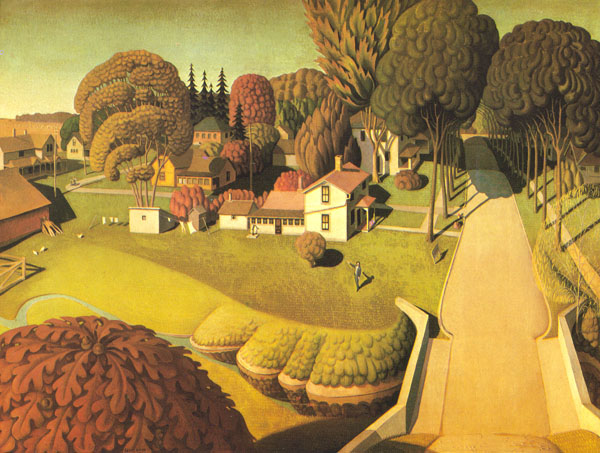
The birthplace of Herbert Hoover, 1931, Minneapolis Museum of Art
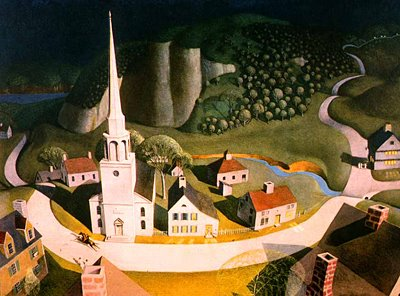
The Midnight Ride of Paul Revere, 1931, Metropolitan Museum of Art, New York
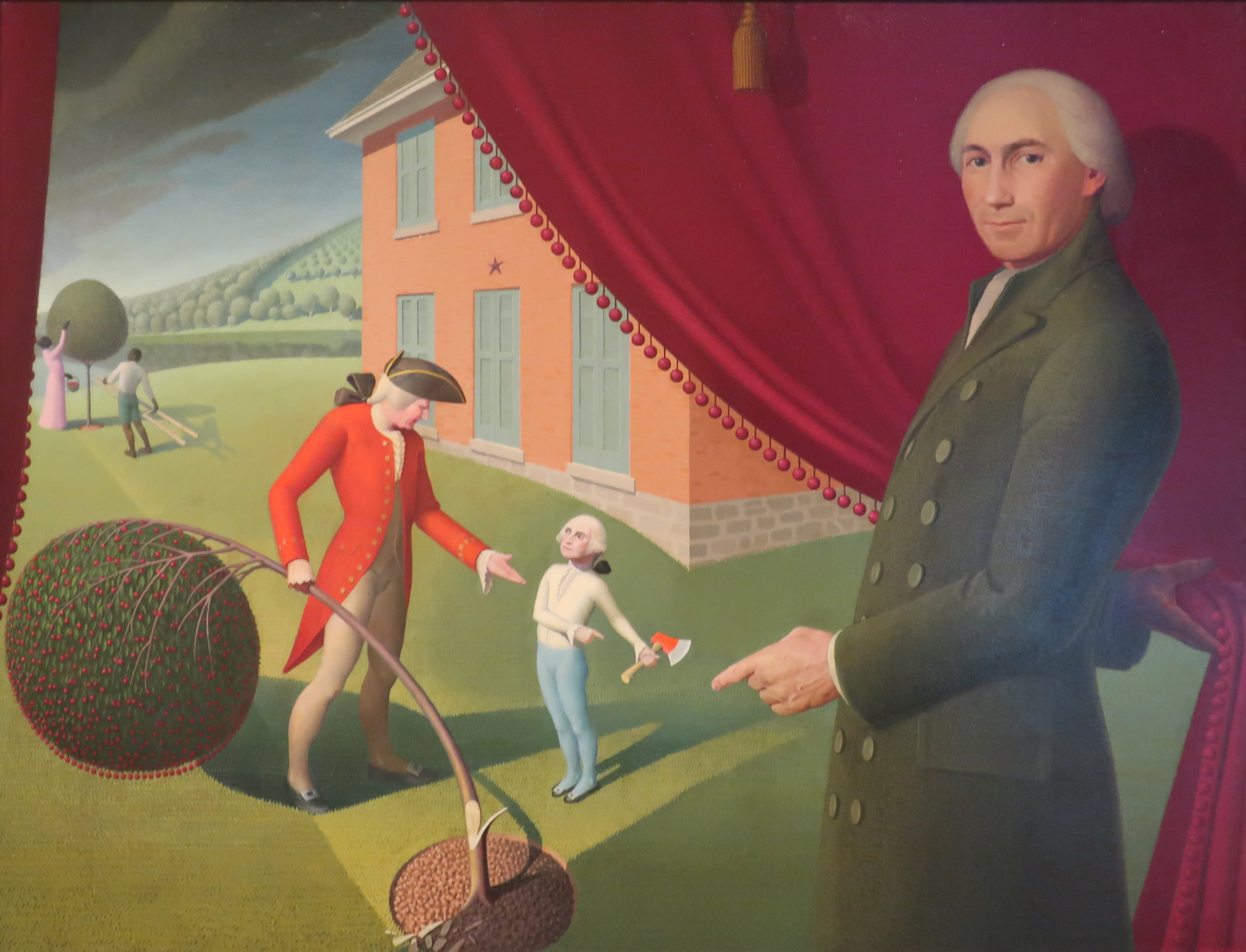
Parson Weems' Fable, 1939, Amon Carter Museum of American Art
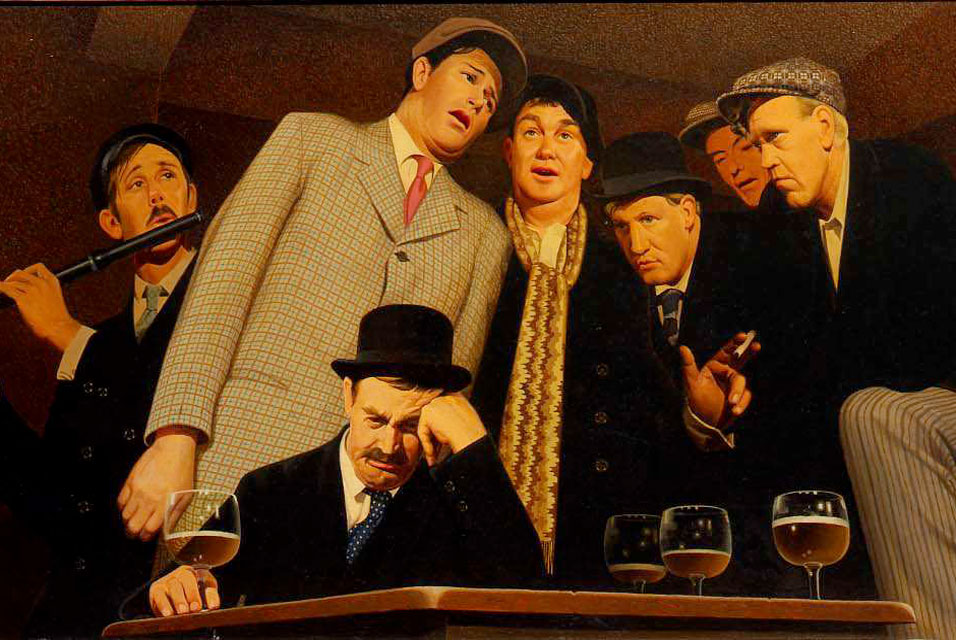
Sentimental Ballad, 1940, New Britain Museum of American Art
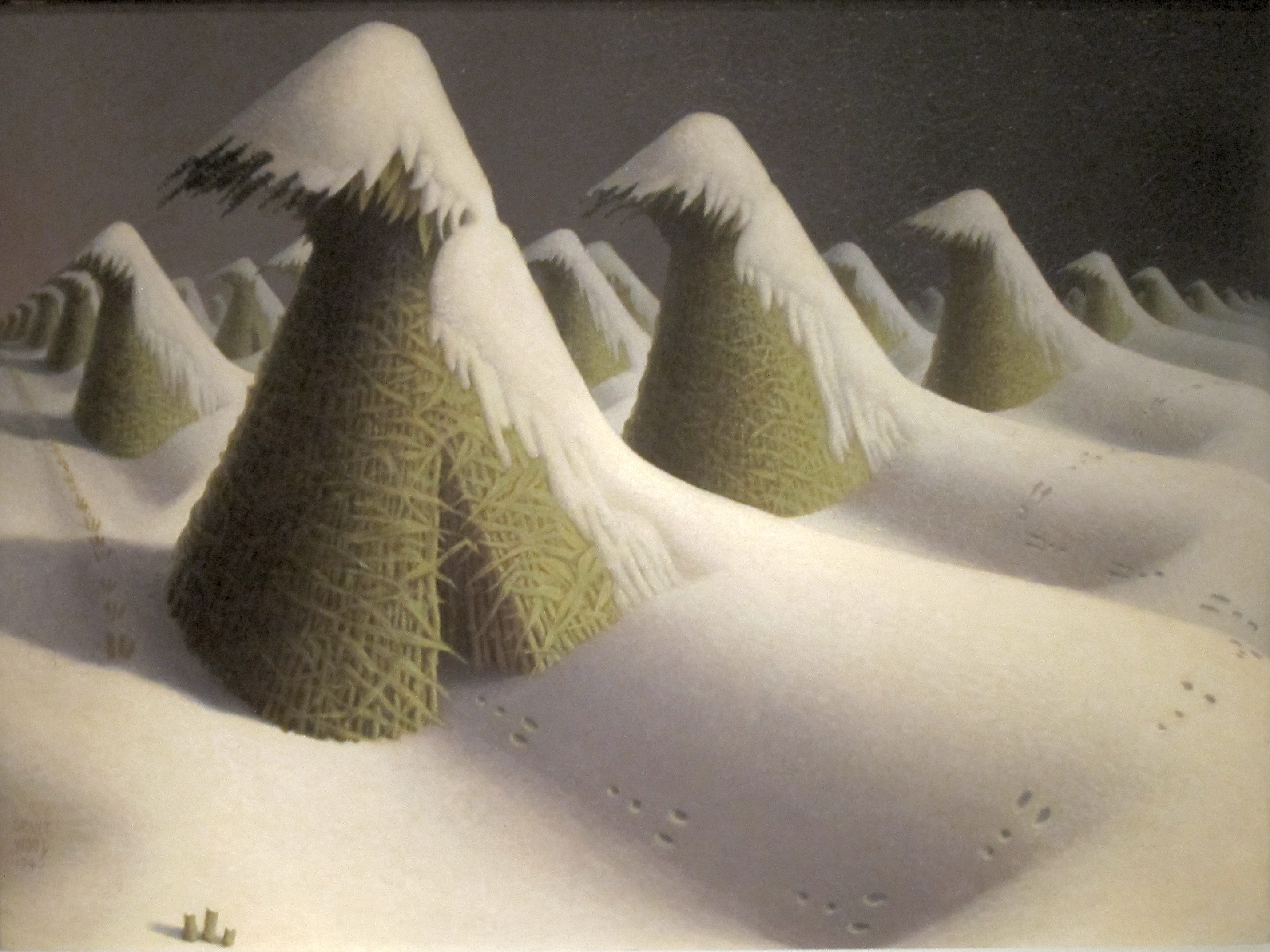
January, 1940, Cleveland Museum of Art
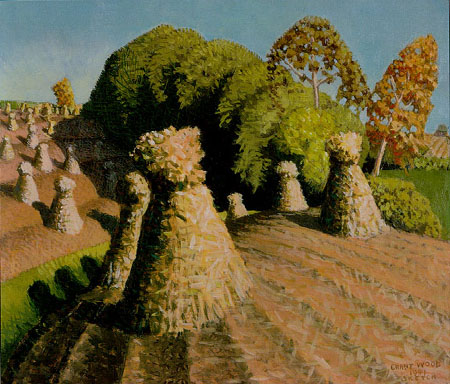
Iowa Cornfield, 1941